# Antineutrino do tau
O antineutrino do tau é uma partícula elementar subatômica de massa diminuta e que interage fracamente com a matéria. Assim como todas as partículas, o antineutrino de tau tem uma antipartícula, o neutrino de tau. Ele possui as mesmas características do neutrino de tau em módulo, entretanto com as cargas opostas.
Dentre os antineutrinos, ele é o que possui maior massa.

## Teorização
Na década de 1930, Wolfgang Pauli teorizou a existência de pequenas partículas, mais tarde chamadas de neutrino por Enrico Fermi (que significa pequeno nêutron em italiano, devido a ausência de carga elétrica). Elas foram teorizadas para explicar a aparente violação da quantidade de movimento e massa nos decaimentos beta.
Décadas mais tarde os neutrinos foram detectados, assim como os antineutrinos. As fontes de neutrinos e antineutrinos variam de reatores nucleares e colisões entre partículas em aceleradores de partículas à fontes naturais como os raios cósmicos.

## Possível aplicação prática

A nova técnica ajudará a controlar o programa nuclear de algumas nações, como o irã.

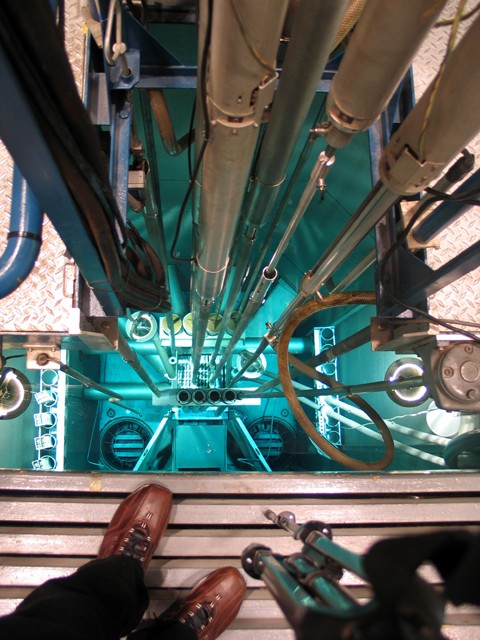
PULSTAR Reactor da NC State, é um reator do tipo piscina destinado a pesquisas, com 1 MW. Ele possui urânio com 4% enriquecimento, na forma de UO_{2}.

Cerca de 1020 antineutrinos são produzidos por segundo em reatores nucleares, fazendo destes a maior fonte artificial de neutrinos. Os físicos têm considerado utiliza-los para vigiar a produção de materiais físseis em reatores nucleares há mais de 30 anos, entretanto, devido aos recursos tecnológicos da época isso provou-se ser impraticável; nos últimos 5 anos, essa área da tecnologia teve avanços consideráveis e agora é possível.
A estratégia é colocar detectores de antineutrinos em instalações nucleares, a cerca de 19 metros do reator nuclear. O detector de antineutrinos funciona utilizando o choque entre um antineutrino e um próton, produzindo um nêutron e um pósitron (que detêm a maioria da energia cinética), que logo aniquila-se com um elétron, gerando fótons, estes últimos por sua vez geram um espectro luminoso. Como os antineutrinos gerados pelo decaimento beta do urânio, são em média mais energéticos que os produzidos pelo plutônio, os espectros gerados são  diferentes, e através deles é possível mesurar a quantidade de plutônio no reator.
É uma boa medida para impedir a proliferação nuclear, e deverá ser usada no futuro em inspeções da Agência Internacional de Energia Atômica, para inspecionar reatores nucleares de nações como o Irã e a Coreia do Norte.